# 恩斯 (奧地利)
恩斯（德語：Enns）是奧地利上奧地利州的市镇，位於該國北部，面積33.27平方公里，海拔高度281米，該地區自4000年前左右有人類居住，2012年人口11,390。

恩斯 - Enns
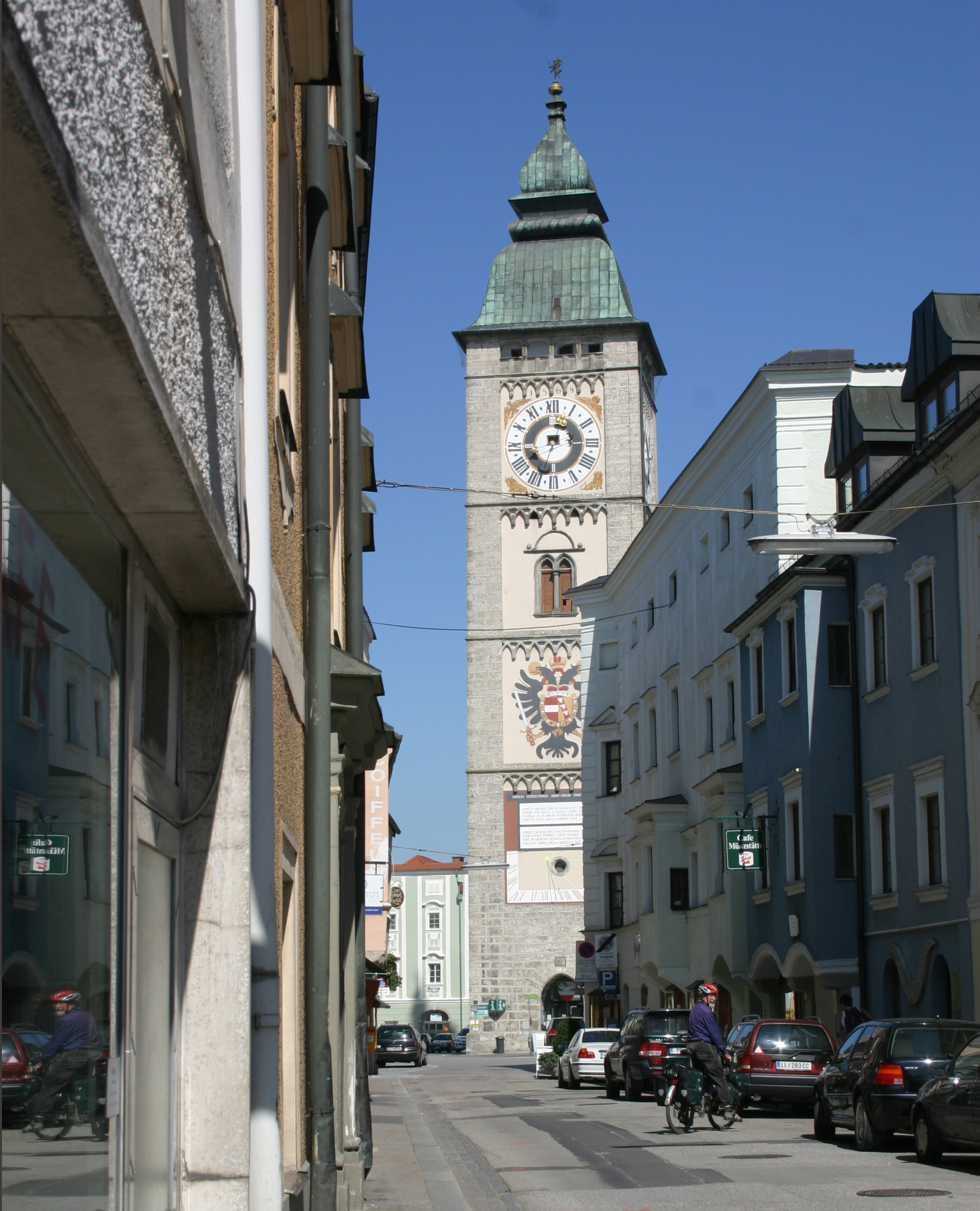
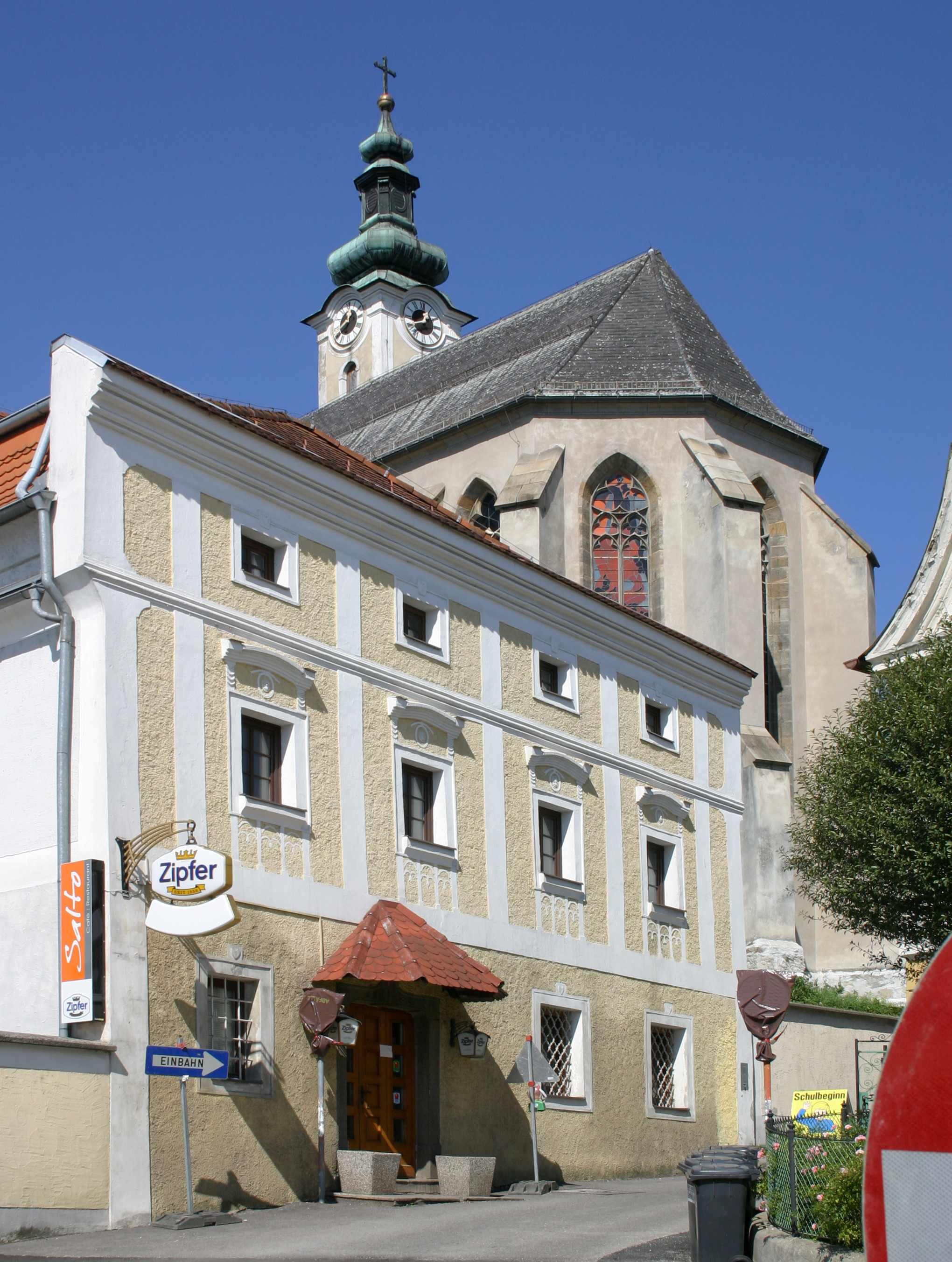
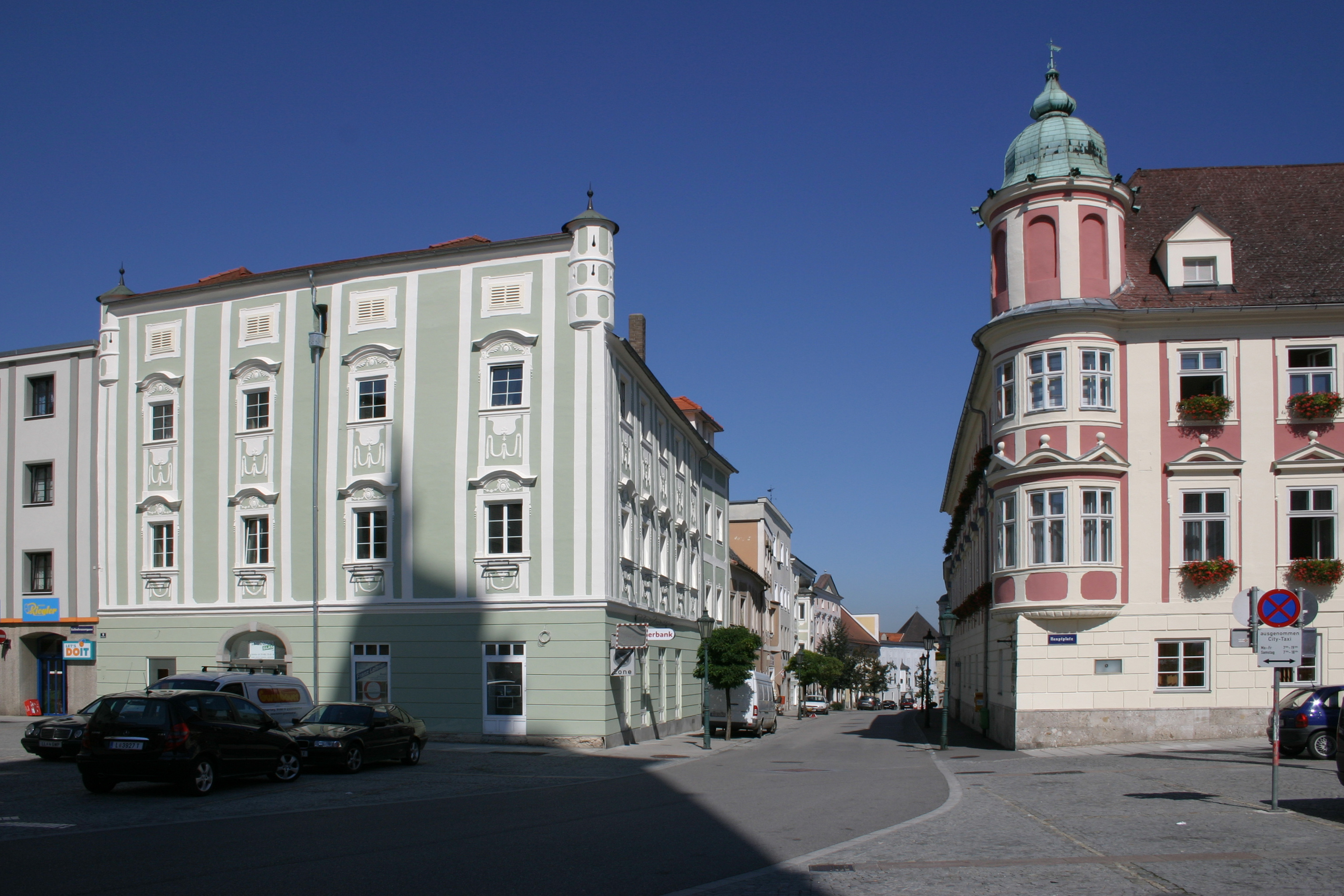
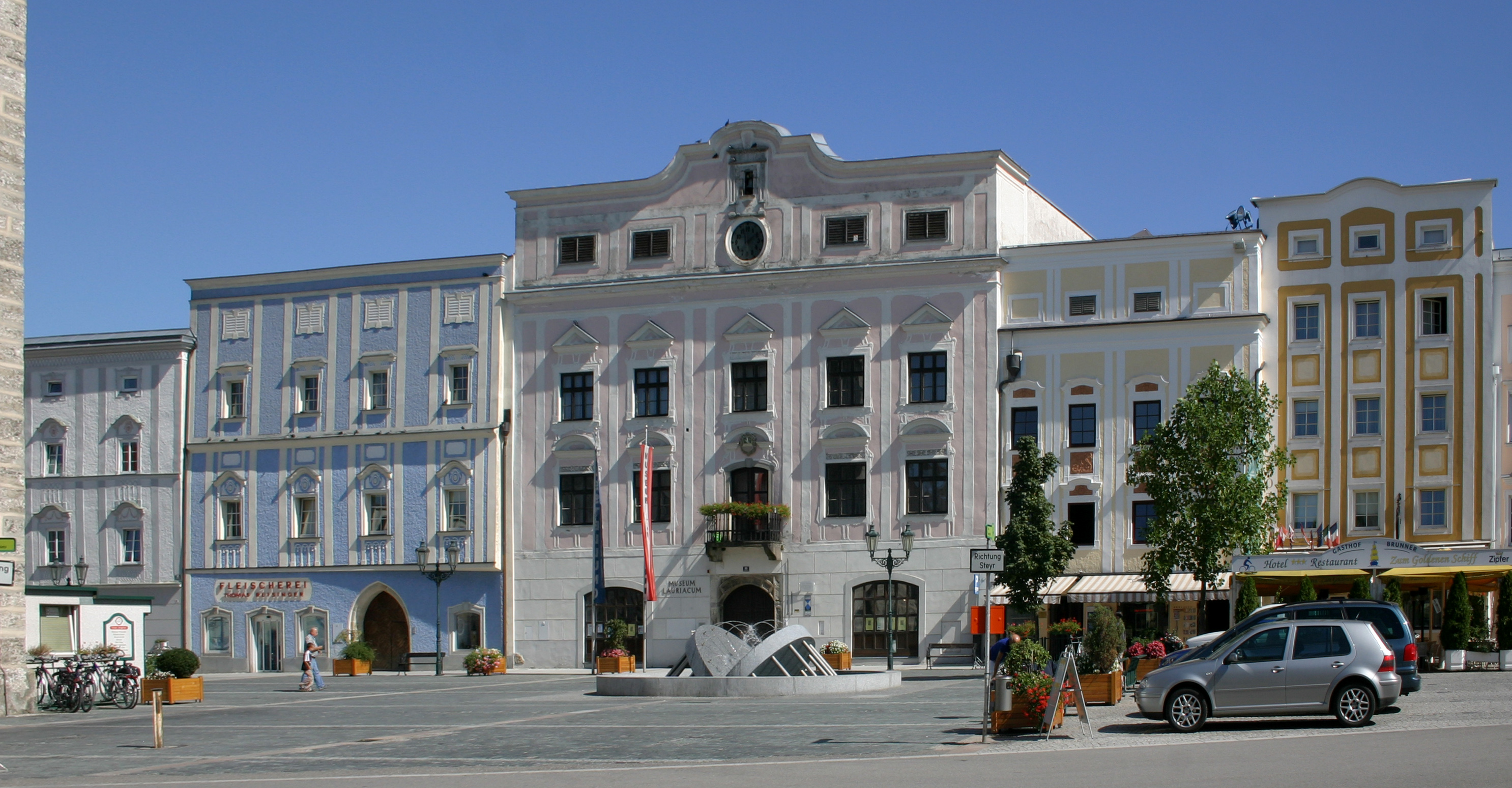
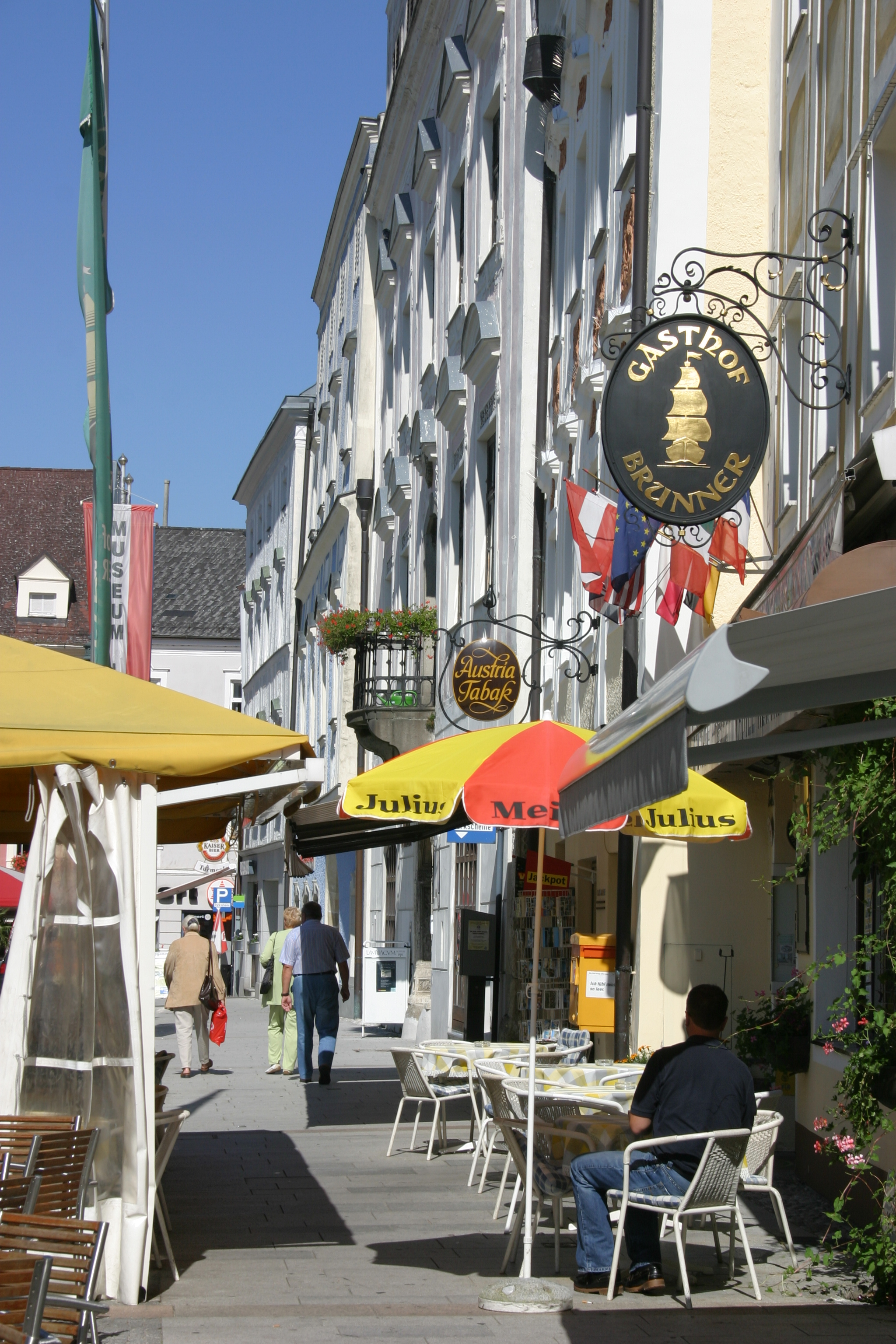
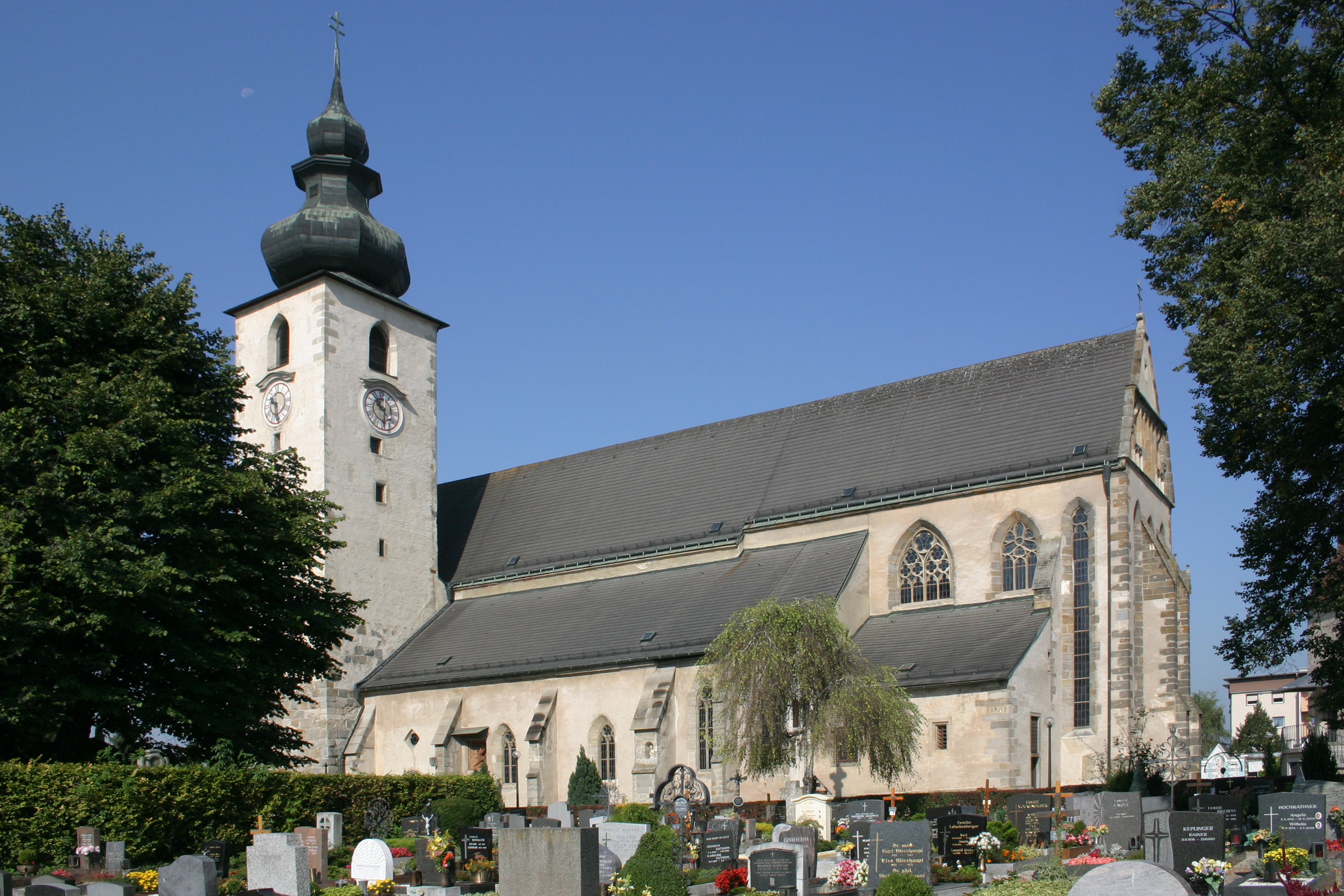
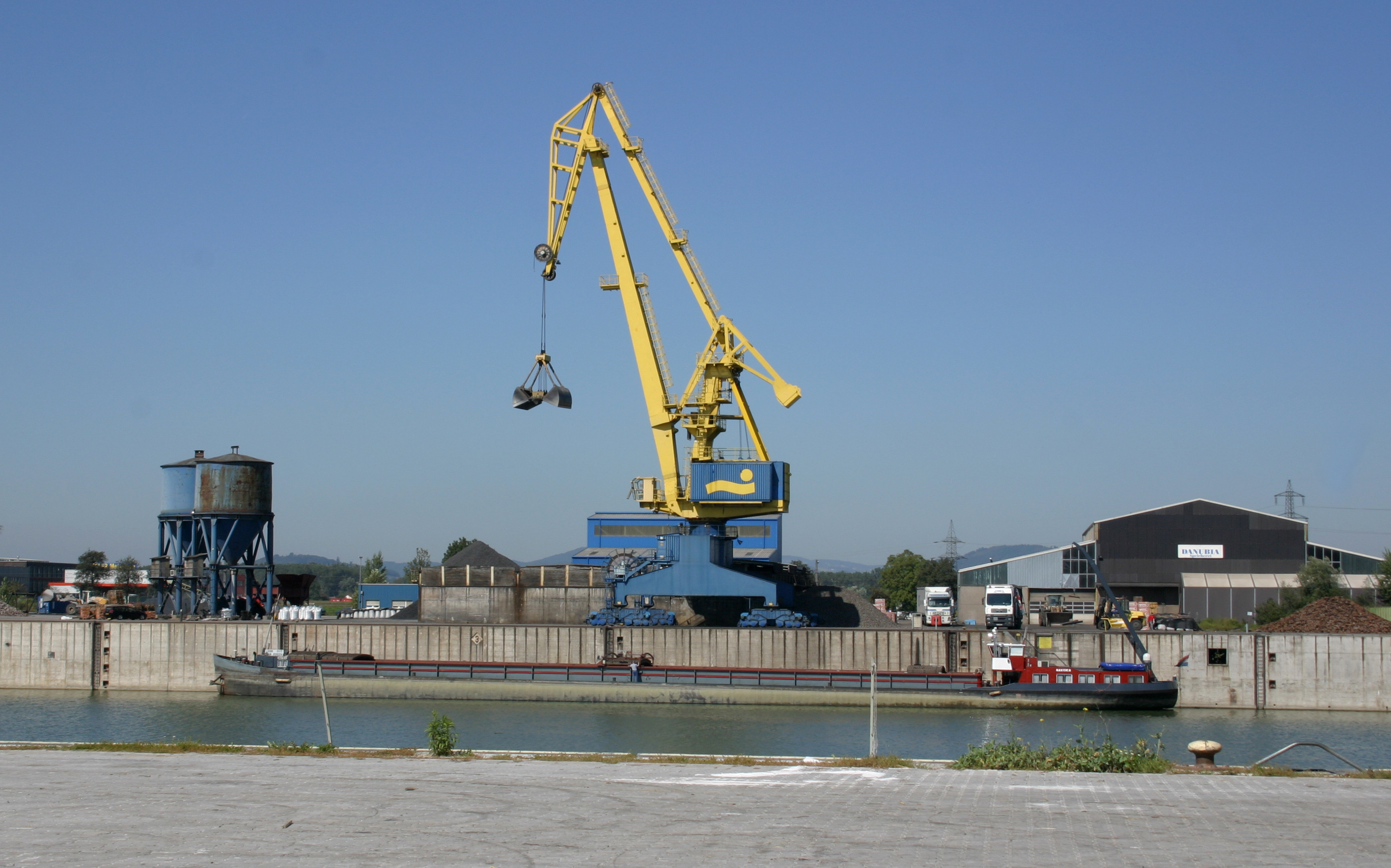